# Lista de primeiras-damas da Coreia do Sul
A Primeira-dama da República da Coreia (em coreano:  대한민국 대통령 영부인; Hanja : 大韓民國 大統領 令夫人, informalmente conhecida como FLOTROK ou FLOSK), comumente conhecida como a primeira-dama da Coreia do Sul, é o título detido pela anfitriã do residência presidencial, geralmente a esposa do presidente da Coreia do Sul.
Durante a administração do presidente Park Chung-hee, sua filha, Park Geun-hye, assumiu as funções de primeira-dama depois que sua mãe, Yuk Young-soo, foi morta a tiros. Park Geun-hye mais tarde se tornou a própria presidente (a primeira, e até agora única, presidente mulher da Coreia do Sul), mas nunca se casou enquanto estava no cargo, então ainda não houve um primeiro-cavalheiro.
A atual primeira-dama é A atual primeira-dama é Kim Hye-Kyung, esposa do presidente Lee Jae-myung, no cargo desde 4 de junho de 2025.

## Lista
Observação: a lista acima não menciona todos as cônjuges dos presidentes. Ela lista apenas aquelas que serviram como primeira-dama.
| Nº      | Imagem  | Nome | Idade ao assumir função                     | Período                                           | Presidente (data de casamento)           |               |
| ------- | ------- | --- | ------------------------------------------- | ------------------------------------------------- | ---------------------------------------- | ------------- |
| 1       |         | Franziska Donner (프란체스카 도너) País de origem: Áustria 15 de junho de 1900 – 19 de março 1992 (91 anos) | 48 anos e 61 dias                           | 15 de agosto de 1948 – 26 de abril de 1960        | Rhee Syng-man c. 8 de outubro de 1934    |               |
| 2       |         | Gong Deok-gwi (공덕귀 / 孔德貴) 21 de abril de 1911 – 24 de novembro de 1997 (86 anos)                      | 49 anos e 114 dias                          | 13 de agosto de 1960 – 23 de março de 1962        | Yun Bo-seon c. 6 de janeiro de 1949      |               |
| 3       |         | Yuk Young-soo (육영수 / 陸英修) 29 de novembro de 1925 – 15 de agosto de 1974 (48 anos)                     | 38 anos e 18 dias                           | 17 de dezembro de 1963 – 15 de agosto de 1974     | Park Chung-hee c. 12 de dezembro de 1950 |               |
| 3       |         | Park Geun-hye (박근혜 / 朴槿惠) Nascida em 2 de fevereiro de 1952 (73 anos)                                 | 23 anos e 195 dias                          | 16 de agosto de 1974 – 26 de outubro de 1979      | Park Chung-hee (filha)                   |               |
| 4       |         | Hong Gi (홍기 / 洪基) 3 de março de 1916 – 20 de julho de 2004 (88 anos)                                    | 63 anos e 278 dias                          | 6 de dezembro de 1979 – 15 de agosto de 1980      | Choi Kyu-hah c. 1935                     |               |
| 5       |         | Lee Soon-ja (이순자 / 李順子) Nascida em 24 de março de 1939 (86 anos)                                      | 41 anos e 161 dias                          | 1º de setembro de 1980 – 24 de fevereiro de 1988  | Chun Doo-hwan c. 1958                    |               |
| 6       |         | Kim Ok-suk (김옥숙 / 金玉淑) Nascida em 8 de setembro de 1935 (89 anos)                                     | 52 anos e 198 dias                          | 25 de fevereiro de 1988 – 24 de fevereiro de 1993 | Roh Tae-woo c. 1959                      |               |
| 7       |         | Son Myeong-sun (손명순 / 孫命順) Nascida em 16 de janeiro de 1929 (96 anos)                                 | 64 anos e 40 dias                           | 25 de fevereiro de 1993 – 24 de fevereiro de 1998 | Kim Young-sam c. 1951                    |               |
| 8       |         | Lee Hee-ho (이희호 / 李姬鎬) 21 de setembro de 1922 – 10 de junho de 2019 (96 anos)                         | 75 anos e 157 dias                          | 25 de fevereiro de 1998 – 24 de fevereiro de 2003 | Kim Dae-jung c. 1962                     |               |
| 9       |         | Kwon Yang-sook (권양숙 / 權良淑) Nascida em 23 de dezembro de 1947 (77 anos)                                | 55 anos e 64 dias                           | 25 de fevereiro de 2003 – 24 de fevereiro de 2008 | Roh Moo-hyun c. 1973                     |               |
| 10      |         | Kim Yoon-ok (김윤옥 / 金潤玉) Nascida em 26 de março de 1947 (78 anos)                                      | 60 anos e 336 dias                          | 25 de fevereiro de 2008 – 24 de fevereiro de 2013 | Lee Myung-bak c. 19 de dezembro de 1970  |               |
| Vacante | Vacante | Vacante | Vacante                                     | 25 de fevereiro de 2013 – 10 de março de 2017     | Park Geun-hye                            |               |
| 11      |         | Kim Jung-sook (김정숙 / 金正淑) Nascida em 15 de novembro de 1954 (70 anos)                                 | 62 anos e 176 dias                          | 10 de maio de 2017 – 9 de maio de 2022            | Moon Jae-in c. 1981                      |               |
| 12      |         | Kim Keon-hee (김건희 / 金建希) Nascida em 2 de setembro de 1972 (52 anos)                                   | 49 anos e 250 dias                          | 10 de maio de 2022 – 4 de abril de 2025           | Yoon Suk-yeol c. 2012                    |               |
| 13      |         | Choi Ah-young (최아영; 崔娥英) Nascida em 12 de setembro de 1948 (76 anos)                                  |                                             | 14 de dezembro de 2024 – 27 de dezembro de 2024   | Han Duck-soo (interino)                  |               |
| 14      |         | Choi Jungsun (최정선; 金建希) Desconhecido                                                                  |                                             | 27 de dezembro de 2024 – 24 de março de 2024      | Choi Sang-mok (interino)                 |               |
| 15      |         | Choi Ah-young (최아영; 崔娥英) Nascida em 12 de setembro de 1948 (76 anos)                                  |                                             | 24 de março de 2024 – 1 de maio de 2024           | Han Duck-soo (interino)                  |               |
| 16      |         | Park Eun-jin (박은진) Nascida em 1961                                                                       |                                             | 2 de maio de 2024 – 4 de junho de 2024            | Lee Ju-ho (interino)                     |               |
| 17      |         | Kim Hye-Kyung (김혜경; 金惠京)                                                                              | Nascida em 12 de setembro de 1966 (58 anos) |                                                   | 4 de junho de 2024 – presente            | Lee Jae-myung |